# Барадла
Аггтелек-Барадла (словац. Aggtelek-Baradla) чи Барадла-Доміца (угор. Baradla–Domica) — печерна система на кордоні Словаччини (Словацький Карст) та Угорщині (Аггтелецький карст), яка є однією з найдовших повністю досліджених печер і яка відкрита для відвідування протягом багатьох років. Має два входи зі сторони Угорщини та зі сторони Словаччини.

## Опис
Довжина карстової печерної системи становить 25,5 км і включає в себе також 5,3 км печери Домиця. Вхід до печери знаходиться біля села Аггтелек, що біля підніжжя скелі. Печера має зчленовані та звивисті основні канали довжиною 7 км, а також зали шириною 10 м і 7-8 м у висоту. Багато коротких і довгих з'єднувальних бічних відгалужень.
Різні частини печери мають різні кольори і форми, що дає мальовниче різноманіття сталагмітів та сталактитів. Підземні води проходять підземними річками річки Стікс і Ахерон, наповнюються під час повеней через основні гілки.
Резерват. В печері санаторій, концертний зал. Туризм. Особливістю печери є присутність великої кількості кажанів (близько 1 500 тварин 16 різних видів). Найбільшим підземним залом є Собор Майка з каскадними водоспадами, званими також Римська лазня.
Температура повітря — +10 +11 °C, відносна вологість повітря — 95—98 відсотків.

## Історія
Природні входи до печери були заселені ще у часи неоліту. Перша письмова згадка про печеру датується 1549 роком. 1794 року печеру було вперше досліджено Йозефом Сарторієм. 1802 року була вперше надрукована карта печери, а 1806 року вона була відкрита для туристів. Станом на 1825 рік було відомо лише 1,8 км ходів. 1825 року печеру дослідив Імре Васс і довжина відкритої частини збільшилась до 5 км. Він створив точнішу карту та зробив повний опис печери. Його робота була надрукована 1831 року угорською мовою. 1890 року було відкрито вхід Червоне озеро. Подальші дослідження та вивчення печери з поступовим розширенням відкритої частини продовжувались до 1928 року.
1995 року уся печерна система була віднесена до Всесвітньої спадщини ЮНЕСКО, а 2001 року до складу також були включені прилеглі водно-болотні угіддя.

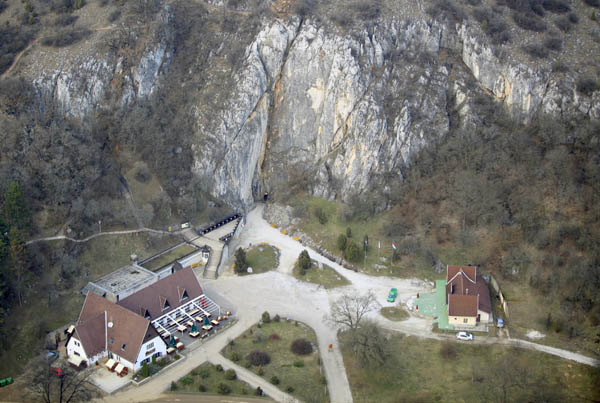
Аггтелецький вхід
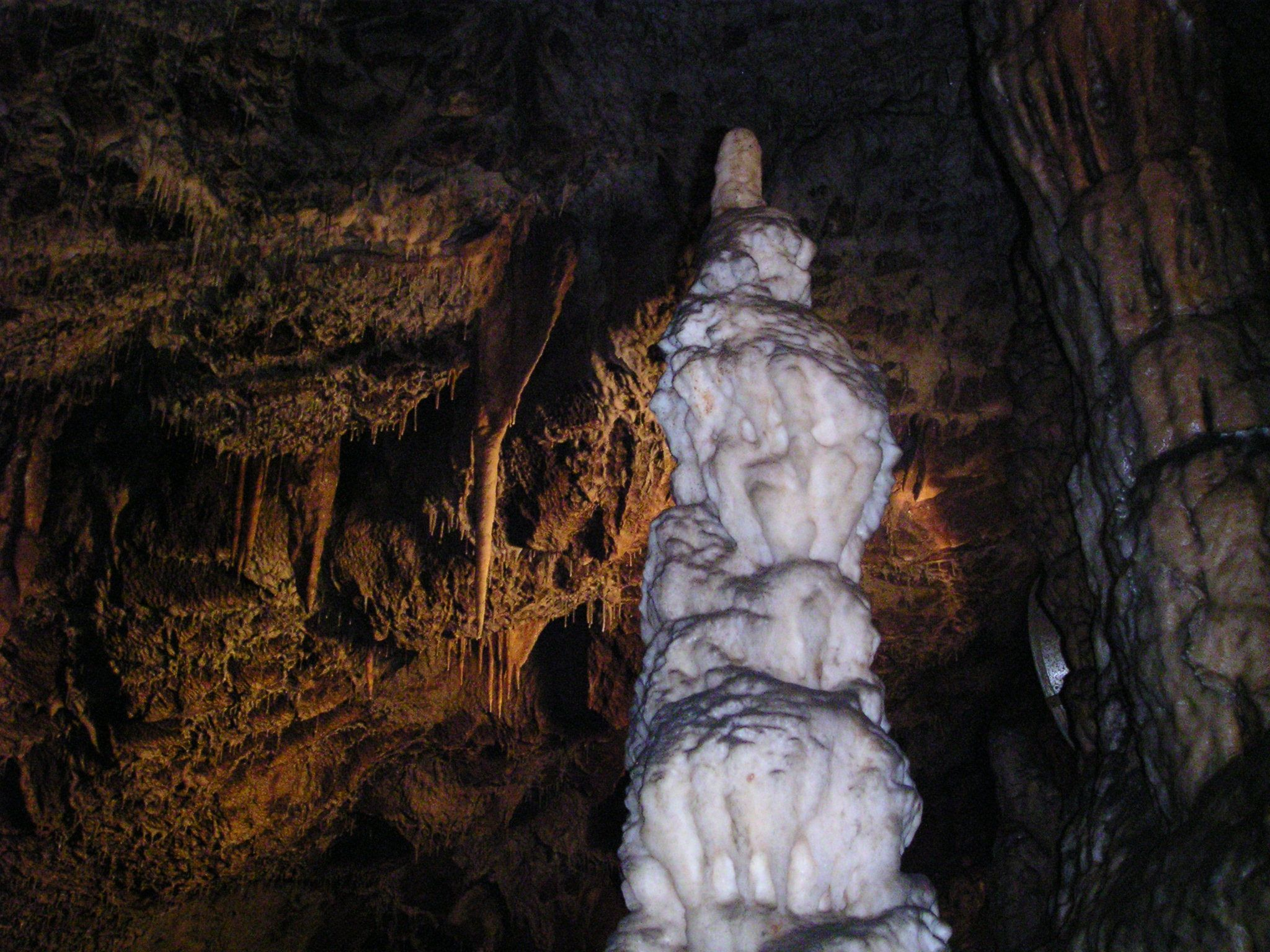
Білі сталагміти
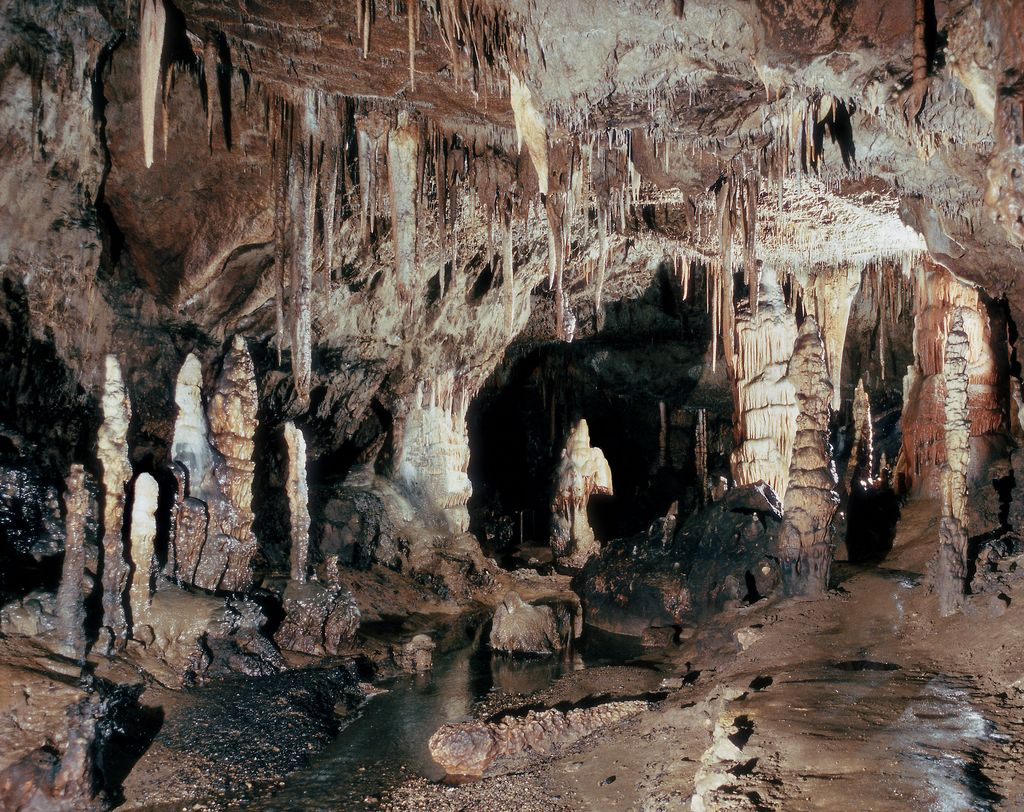
Одна із зал печери
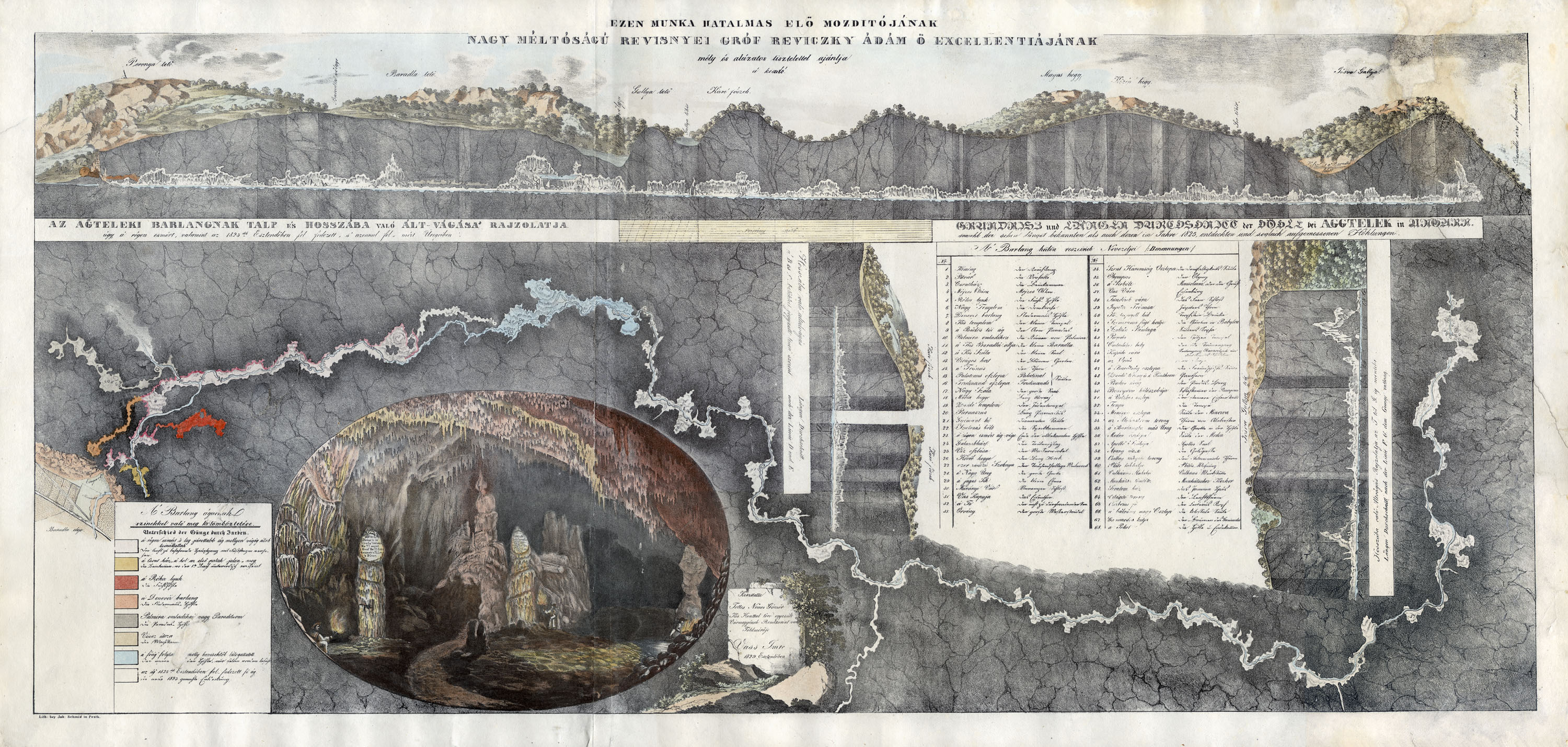
Карта печери Імре Васса